# دفنة برتقالية
دفنة برتقالية (الاسم العلمي: Daphne aurantiaca) هي نوع من النباتات يتبع جنس الدفنة من الفصيلة المثنانية.